# Perizoma arcillata
Perizoma arcillata är en fjärilsart som beskrevs av Paul Dognin 1893. Perizoma arcillata ingår i släktet Perizoma och familjen mätare. Inga underarter finns listade i Catalogue of Life.